# Imane Bendahbi
Imane Bendahbi, née le 13 avril 1987, est une escrimeuse marocaine.

## Carrière
Imane Bendahbi est médaillée de bronze en fleuret par équipes et en sabre par équipes aux Championnats d'Afrique d'escrime 2009 à Dakar,.